# Lud
Pour les articles homonymes, voir Lud (homonymie).
Lud est un roi légendaire de l’île de Bretagne (actuelle Grande-Bretagne), dont l’« histoire » est rapportée par Geoffroy de Monmouth dans son Historia regum Britanniae (vers 1135). Il est le fils ainé du roi Heli à qui il succède.

## Le royaume de l’île de Bretagne
Après la guerre de Troie, Énée arrive en Italie, avec son fils Ascagne et devient le maître du royaume des Romains. Son petit-fils Brutus est contraint à l’exil après avoir accidentellement tué son père. Après une longue navigation, Brutus débarque dans l’île de Bretagne, l’occupe et en fait son royaume. Il épouse Innogen dont il a trois fils. À sa mort, le royaume est partagé en trois parties et ses fils lui succèdent : Locrinus reçoit le centre de l’île à qui il donne le nom de « Loegrie », Kamber reçoit la « Cambrie » (actuel Pays de Galles) et lui donne son nom,  Albanactus hérite de la région du nord et l’appelle « Albanie » (Écosse). À la suite de l’invasion de l’Albanie par les Huns et de la mort d’Albanactus, le royaume est réunifié sous la souveraineté de Locrinus. C’est le début d’une longue liste de souverains.

## Le règne de Lud
Le roi Heli, dont le règne dure quarante ans, a trois fils : Lud, Cassibellan, et Nennius. C’est l’ainé qui monte sur le trône.
C’est un guerrier qui aime festoyer. Il restaure les murs de la capitale Trinovantum et fait édifier des remparts. Les habitants sont invités à rénover leurs maisons dans le même style ainsi que tous les bâtiments. Il rebaptise la ville du nom de Kaerlud, qui évoluera en Kaerlundein, puis Lundene et Lundres. À sa mort, il y est enterré près de la porte qui a pour nom Porthlud en breton et Ludesgata en saxon. Il a deux fils : Androgeus et Tenuantius. Trop jeunes pour régner, c’est leur oncle Cassibellan (Cassivellaunos) qui est couronné ; c’est un roi généreux, loyal dont la réputation est grande. Afin que ses neveux ne soient pas lésés, il donne la ville de Trinovantum et le duché de Kent à Androgeus et le duché de Cornouailles à Tenuantius.
Après avoir conquis la Gaule, Jules César arrive dans l’île de Bretagne.
Son équivalent dans la littérature celtique galloise est Lludd, héros du conte de Lludd et de Lleuelys, usuellement édité avec les Quatre Branches du Mabinogi. Lludd est roi de l’île de Bretagne et doit faire appel à son frère Lleuelys (inexistant dans l’Historia regum Britanniae), roi de France, pour surmonter trois périls surnaturels. Son équivalent dans la mythologie celtique irlandaise est le roi Nuada des Tuatha Dé Danann.

## Sources
- Geoffroy de Monmouth, Histoire des rois de Bretagne, traduit et commenté par Laurence Mathey-Maille, Les Belles lettres, coll. « La Roue à livres », Paris, 2004,  (ISBN 2-251-33917-5).
- Les Quatre branches du Mabinogi et autres contes gallois du Moyen Âge traduit du gallois, présenté et annoté par Pierre-Yves Lambert, Éditions Gallimard, collection « L'aube des peuples », Paris, 1993,  (ISBN 2-07-073201-0).
- (en) Peter Bartrum, A Welsh classical dictionary: people in history and legend up to about A.D. 1000, Aberystwyth, National Library of Wales, 1993 (ISBN 9780907158738), p. 473-75 LLUDD ap BELI MAWR. (80-60 B.C. PCB)